# Tricommatus fulvus
Tricommatus fulvus is een hooiwagen uit de familie Gonyleptidae.